# 関西聖書学院
関西聖書学院（かんさいせいしょがくいん、英語: Kansai Bible Institute、略称: KBI）は奈良県生駒市にあるプロテスタントの神学校。バプテスト派と聖霊派の性格を併せ持つ日本福音教会が設立したが、後に単立ペンテコステ教会フェローシップ（TPKF）、ベタニヤ・クリスチャン・アッセンブリーズ、ジャパン・ベサニー・ミッションも運営に関わり、ローザンヌ誓約を信仰基準とする超教派の神学校である。

## 概観
関西聖書学院は1961年9月に設立され、キャンパスは奈良県生駒市にある。
教職者と信徒リーダーのために3週間から3年間までの6つのコース（通信制を含む）を設置している。

### 建学の精神
標語として「十字架と聖霊そして宣教」が掲げられており、福音派と聖霊派の両側面を持つこと、そして福音宣教に重点を置いていることが示されている。

## 沿革
1949年に来日した宣教師ヘルゲ・ヤンソンが開拓した堺福音教会での聖書研究会に起源を持つ。1961年9月に堺福音教会と宣教師宅を利用して聖書学院という名で1年コースを開設、翌年福音聖書学院と改称し修養期間が3年となった。その後1966年、宣教師アーネスト・ペトリが兵庫県西宮市にある関西学院大学の隣接地に建設した私設の学生寮へに移転。1968年には理事会が発足し現名称に改称する。なお、移転後約10年間は大学の男子寮と聖書学院が同居していた。1995年の阪神・淡路大震災を契機に2001年から校舎刷新を検討、2005年には奈良県生駒市へ移転した。

### 年表
- 1950年：オレブロミッションによる日本宣教開始　関西各地に教会が開設される[3]。
- 1961年：福音聖書学院1年コースが開講（大阪府堺市）
- 1962年：3年コースへと発展
- 1966年：兵庫県西宮市へ移転（関西学院大学の学生寮に共存）
- 1968年：理事会を組織。校名を関西聖書学院に改称
- 1978年：3階部分増築・献堂
- 1991年：第1回海外アウトリーチ（タイ）以降毎年開催
- 1995年：阪神・淡路大震災で被災。校舎に甚大な被害を受ける。
- 2005年：奈良県生駒市へ移転
- 2011年：東北ボランティアミッション、創立50周年記念祭

## 基礎データ

### 所在地
奈良県生駒市門前町22-1

### アクセス
近鉄奈良線・けいはんな線「生駒駅」から
- タクシーで5分/徒歩30分
- 生駒ケーブルに乗り換え、「宝山寺駅」から徒歩5分

### 象徴
- 校章に書かれた3本の十字架は標語に掲げられた十字架、聖霊、宣教を象徴している[5]。

## 教育

### カリキュラム
聖書神学、組織神学、歴史神学、実践神学の4分野を標準的に学ぶが、福音宣教重視の観点から特に実践神学に力を入れて指導している。

### コース
以下の6つのコースを提供している。
- 短期バイブルコース（4月、3週間）：入学式から3週間の寮生活を行う短期コース。大学生や主婦層の参加も多い。
- 基礎聖書コース（1年間）：神学の基本的な学びが中心のコース。受洗後1年以上の信仰生活と牧師・宣教師などからの推薦状が必要。
- 教職者コース（3年間）：教職者養成のためのコース。基礎聖書コースからの延長も可能で、3年次への進級の際には教会から「献身者としての推薦」が必要。
- 宣教師訓練コース（5月から11月、週2日）：海外宣教もしくは異文化宣教を行う宣教師を育成するコース。英語の授業も行われる。
- 教会開拓・刷新コース（月1回1泊2日、年8回2年間）：定員10名の少人数制、文字通り教会開拓のための専門的研究を行う。
- 通信教育コース
  - 生涯教育コース：在宅・社会人生活を行いながら受講できる。信徒向けの講座。テストや単位認定はない。
  - 本科編入準備コース：年1回のスクーリングと教会指導者の推薦により、教職者コース2年次への編入を認められるコース。

## 学生生活

### 全寮制指導
短期バイブルコース、基礎聖書コース、教職者コースの学生は校内にある学生寮で生活をする。専従スタッフが学生寮と同じ建物で生活し、朝5時台の起床や掃除、食事当番などの共同生活を通じて人格の訓練が行われる。

### 海外アウトリーチ
1992年から毎年開催されている海外伝道プログラム。

## 学校関係者と組織

### KBIフレンズの会
KBIフレンズの会は関西聖書学院の学校関係者組織で、卒業生、修了生、理事、教師が自動的に会員となる。会員の親睦を深め、学院を支援することを目的に50周年記念式典中の2011年10月18日に立上げ総会を開催、初代役員が選出され、会則が定められて正式に発足した。

### 学校関係者

#### 歴代理事長
- H. ヤンソン
- A. ヘミングビー
- B. エデフォス
- 我喜屋光雄（1983～2000）
- 豊村善典（2001～）

#### 歴代学院長
- E. サンベリ（1961）
- F. スンベリ（1962～1979）
- E. ペトリ（名誉院長）（1966～1968）
- P. ボルゲ（1970～1971）
- A. ヘミングビー（1975～1976）
- 高橋昭市（1979～1998）
- 大田裕作（2000～）

#### 卒業生
- 長沢紘宣（ナイトdeライトのリーダー、ベーシスト）